# David Charles Odier
David Charles Odier (5 janvier 1765, Genève - 2 janvier 1850, Genève) est un banquier et homme politique suisse.

## Biographie
Fils de l'agent de change Jacques Antoine Odier, membre du Conseil des Deux-Cents et auditeur, et de Marie Cazenove, il est le frère d'Antoine Odier et le beau-frère de Jacques Biedermann.
Il devient banquier
Membre de l'Assemblée nationale genevoise en 1793, il devient membre du gouvernement provisoire en 1814, député au Conseil représentatif et conseiller d'État à partir de 1814. 
Il est syndic de Genève à neuf reprises, entre 1816 et 1832.
Il épouse Alexandrine Dunant, puis Caroline Eynard (sœur de Jean-Gabriel Eynard). 